# 2014 en Russie
2012 en Russie - 2013 en Russie - 2014 en Russie - 2015 en Russie - 2016 en Russie
2012 par pays en Europe - 2013 par pays en Europe - 2014 par pays en Europe - 2015 par pays en Europe - 2016 par pays en Europe
2012 en Europe - 2013 en Europe - 2014 en Europe - 2015 en Europe - 2016 en Europe

## Événements
- Du 7 au 23 février : Les Jeux olympiques d'hiver ont lieu à Sotchi.
- 7 au 16 mars : Jeux paralympiques d'hiver de 2014 à Sotchi.
- 18 mars : annexion de la Crimée par la Russie
- 15 juillet : déraillement du métro de Moscou.
- 6 août : embargo alimentaire sur les produits alimentaires venant de l'Union européenne.
- 20 octobre : accident aérien du Falcon 50 à l'aéroport international de Vnoukovo.
- 1er décembre 2014: Vladimir Poutine annonce durant une visite en Turquie le projet de gazoduc Turkish Stream qui remplace le projet South Stream, annulé[1]

## Décès en 2014
- Mercredi 1er janvier
  - Igor Popov, 77 ans, architecte et directeur artistique du théâtre « L'école d'art dramatique (ru) » (1987-2013). (° 1936)
  - Susanna Pechuro, 81 ans, dissidente anti-stalinienne, membre de la Memorial Society. (° 1932)